# Saint-Quentin-du-Dropt
Saint-Quentin-du-Dropt är en kommun i departementet Lot-et-Garonne i regionen Nouvelle-Aquitaine i sydvästra Frankrike. Kommunen ligger i kantonen Castillonnès som tillhör arrondissementet Villeneuve-sur-Lot. År 2022 hade Saint-Quentin-du-Dropt 185 invånare.

## Befolkningsutveckling
Antalet invånare i kommunen Saint-Quentin-du-Dropt
| Referens: INSEE |